# تيري فاريل (سياسي)
تيري فاريل هو سياسي كندي، ولد في 19 ديسمبر 1960 في كندا. حزبياً، نشط في الحزب الليبرالي في نوفا سكوشا ‏. وقد انتخب عضو مجلس نواب نوفا سكوتيا.